# 吉田村 (岐阜県武儀郡)
吉田村（きったむら）は、かつて岐阜県武儀郡にあった村である。
現在の関市の中心部の一部であり、関市吉田町、長谷寺町などが該当する。新長谷寺の門前町であった。
村名はかつての郷（吉田郷）に由来する。
関町（現・関市中心部）とは組合役場を設置するなど、合併前からつながりは深かった。

## 歴史
- 江戸時代末期、旗本領、寺社（新長谷寺）領であった。
- 1889年（明治22年）7月1日 - 町村制により、吉田村成立。
- 1920年（大正9年）8月19日 - 関町と吉田村が合併し、関町（現・関市）となる。

## 村長
- 吉田常三郎

## 教育
- 吉田尋常高等小学校（1921年廃校となり関尋常小学校稲葉分教場。1935年に関東尋常小学校（現関市立旭ヶ丘小学校として復活）

## 神社・仏閣
- 新長谷寺